# Rivière Sainte-Anne (La Grande Rivière)
Pour les articles homonymes, voir Rivière Sainte-Anne.
La rivière Sainte-Anne coule successivement dans le territoire non organisé de Petit-Lac-Sainte-Anne et dans la municipalité de Saint-Onésime-d'Ixworth, dans la municipalité régionale de comté de Kamouraska, dans la région administrative du Bas-Saint-Laurent, au Québec, au Canada.
La rivière Sainte-Anne est affluent de la rive est de La Grande Rivière, laquelle se déverse sur la rive est de la rivière Ouelle laquelle se déverse à son tour sur la rive sud du fleuve Saint-Laurent à la hauteur de Rivière-Ouelle.

## Géographie
La rivière Sainte-Anne prend sa source au Petit lac Sainte-Anne (longueur : 2,1 km ; altitude : 350 m) lequel est connexe au lac Saint-Anne (longueur : 3,1 km ; altitude : 350 m), situé à l'ouest du premier. Ce dernier lac chevauche la limite entre la municipalité de Sainte-Perpétue. Ces deux plans d'eau sont interreliés par un détroit de 0,6 km de long dans le sens est-ouest. Ces plans d'eau font partie du territoire non organisé de Petit-Lac-Sainte-Anne, situé au cœur des monts Notre-Dame. Cette source est située à 24,4 km au sud-est de la rive sud du fleuve Saint-Laurent, à 17,1 km au sud-est du centre du village de Saint-Onésime-d'Ixworth, à 18,4 km au nord-est du centre du village de Sainte-Perpétue et à 26,3 km au sud-est du centre du village de Mont-Carmel.
À partir de la digue de retenue à l'embouchure nord du Petit lac Sainte-Anne, la rivière Sainte-Anne coule entièrement en milieu forestier sur 8,9 km, répartis selon les segment suivants :
- 1,8 km vers le nord dans le territoire non organisé du Petit-Lac-Sainte-Anne, jusqu'à l'étang de l'Écluse, que le courant traverse vers le nord sur 1,3 km, jusqu'à son embouchure situé du côté nord-ouest ;
- 4,1 km vers le nord-ouest, en coupant le chemin de fer du Canadien National au début de ce segment, jusqu'à la limite de la municipalité de Saint-Onésime-d'Ixworth ;
- 3,0 km vers l'ouest dans Saint-Onésime-d'Ixworth, jusqu'à sa confluence.

La rivière Sainte-Anne conflue sur la rive est de La Grande Rivière. Cette confluence est située à 0,4 km en amont d'un pont du chemin d'Ixworth et à 16,0 m au sud-est du littoral sud du fleuve Saint-Laurent.

## Toponymie
Le toponyme « rivière Sainte-Anne » a été officialisé le 5 décembre 1968 par la Commission de toponymie du Québec.